# Bitwa pod Czernicą
Bitwa pod Czernicą – walki polskiej 1 Dywizji Litewsko-Białoruskiej gen. Jana Rządkowskiego z sowiecką 21 Dywizją Strzelców w czasie majowej ofensywy wojsk Michaiła Tuchaczewskiego w okresie wojny polsko-bolszewickiej.

## Położenie wojsk przed bitwą
Wojsko Polskie
22 czerwca nowogródzki pułk strzelców ppłk. Kazimierza Rybickiego zluzował nad Czernicą 59 pułk piechoty. Jego I batalion obsadził okopy na południe od traktu w Czernicy Wielkiej, II batalion – trakt i odcinek do jeziora Mieżużoł, a III batalion stanowił odwód pułku i ześrodkował się w zaścianku Uzjazd. I Brygada Litewsko-Białoruska stacjonowała wtedy w odwodzie 1 Armii w rejonie Tumiłowicze – Glinno.
Na skrzydłach pułk nowogródzki graniczył z 61 pułkiem piechoty z 15 DP i z 46 pułkiem piechoty z 11 DP, a wsparcie artyleryjskie zapewniał III/1 pap LB.
Armia Czerwona
Przed pozycjami nowogródzkiego pułku stała sowiecka 21 Dywizja Strzelców, wspierana artylerią 6 Dywizji Strzelców.
Celem uzyskania lepszej podstawy wyjściowej do ofensywy wojsk Frontu Zachodniego planowanej  na pierwsze dni lipca 21 DS otrzymała rozkaz zepchnięcia Polaków nad górną Berezynę.

## Przebieg bitwy
O północy z 23 na 24 czerwca na pułk nowogródzki uderzyły w pierwszym rzucie sowieckie 181., 182. i 183 pułki strzelców, a bezpośrednio po nich w drugiej fali 187., 188. i 189 pułki strzelców. W wyniku kilkukrotnej przewagi, polskie bataliony pierwszego rzutu cofnęły się. Odwodowy III batalion kontratakował bez powodzenia. 
Pod Buturynką do kontrataku przeszedł III batalion pułku grodzieńskiego, a na południe od jeziora Miadzieł kontratakowały dwa pozostałe jego bataliony. Od tej chwili już dwa polskie pułki toczyły z Sowietami zacięte walki. Dochodziło do walki wręcz.
W godzinach wieczornych dowódca dywizji gen. Rządkowski wprowadził do walki I Brygadę Litewsko-Białoruską płk. Władysława Bejnara.
O 18.00 rozpoczęło się polskie przeciwnatarcie. Brygada gen. Latoura z pułkiem grodzieńskim i II batalionem nowogródzkiego pułku strzelców wspierana przez I/1 pap LB w uderzyła  na północ od jeziora Miadzieł, a ppłk Rybicki skierował pułki miński, nowogródzki i III batalion pułku grodzieńskiego oraz III/1 pap LB do ataku po osi Buturynka – Otrubok.
Obie polskie grupy uderzeniowe nie odniosły sukcesu.
Generał Latour zatrzymał się przed Czernicą Wielką, a ppłk Rybicki bezskutecznie próbował zdobyć Otrubok.
Rano 25 czerwca Polacy wznowili natarcie. Skuteczny ogień I/1 pap LB torował drogę żołnierzom III batalionu pułku grodzieńskiego do Czernicy Wielkiej. Tyralierę prowadził szef sztabu dywizji, kpt. Edward Perkowicz. Żołnierze szturmem „na bagnety” zdobyli wieś i utrzymali ją mimo silnego kontrataku nieprzyjaciela. 
Pod Otrubokiem, w tyralierze pułku mińskiego, szedł ppłk Rybicki. Na tym kierunku skutecznie wspierał piechotę III/l pap LB.
Kolejny sowiecki kontratak zmusił strzelców grodzieńskich do opuszczenia Czernicy Wielkiej, natomiast strzelcy mińscy odparli bolszewiki atak. 
Wtedy dowódca 1 DLB wprowadził do walki swoje ostatnie dwa odwodowe bataliony i po ciężkiej walce, w której obie strony poniosły duże straty, oddziały 21 Dywizji Strzelców rozpoczęły odwrót.
W tym dniu 61 pułk piechoty z 15 Dywizji Piechoty zatrzymał forsującą Berezynę sowiecką 13 Brygadę Strzelców.

## Bilans walk
W  bitwie pod Czernicą Wielką oddziały Wojska Polskiego powstrzymały sowiecką 21 Dywizję Strzelców i nie dopuściły do poprawy położenia wyjściowego do działań ofensywnych Frontu Zachodniego.
1 Dywizja Litewsko-Białoruska straciła w bitwie 2 oficerów i 50 szeregowych zabitych oraz 8 oficerów i 246 szeregowych rannych. Straty sowieckie to około 600 poległych, rannych i zaginionych.